# Pierwszy rząd Benjamina Disraelego

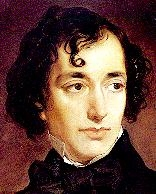
Benjamin Disraeli, premier, pierwszy lord skarbu

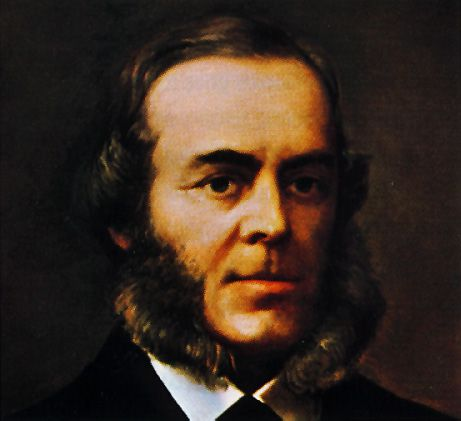
Książę Marlborough, lord przewodniczący Rady

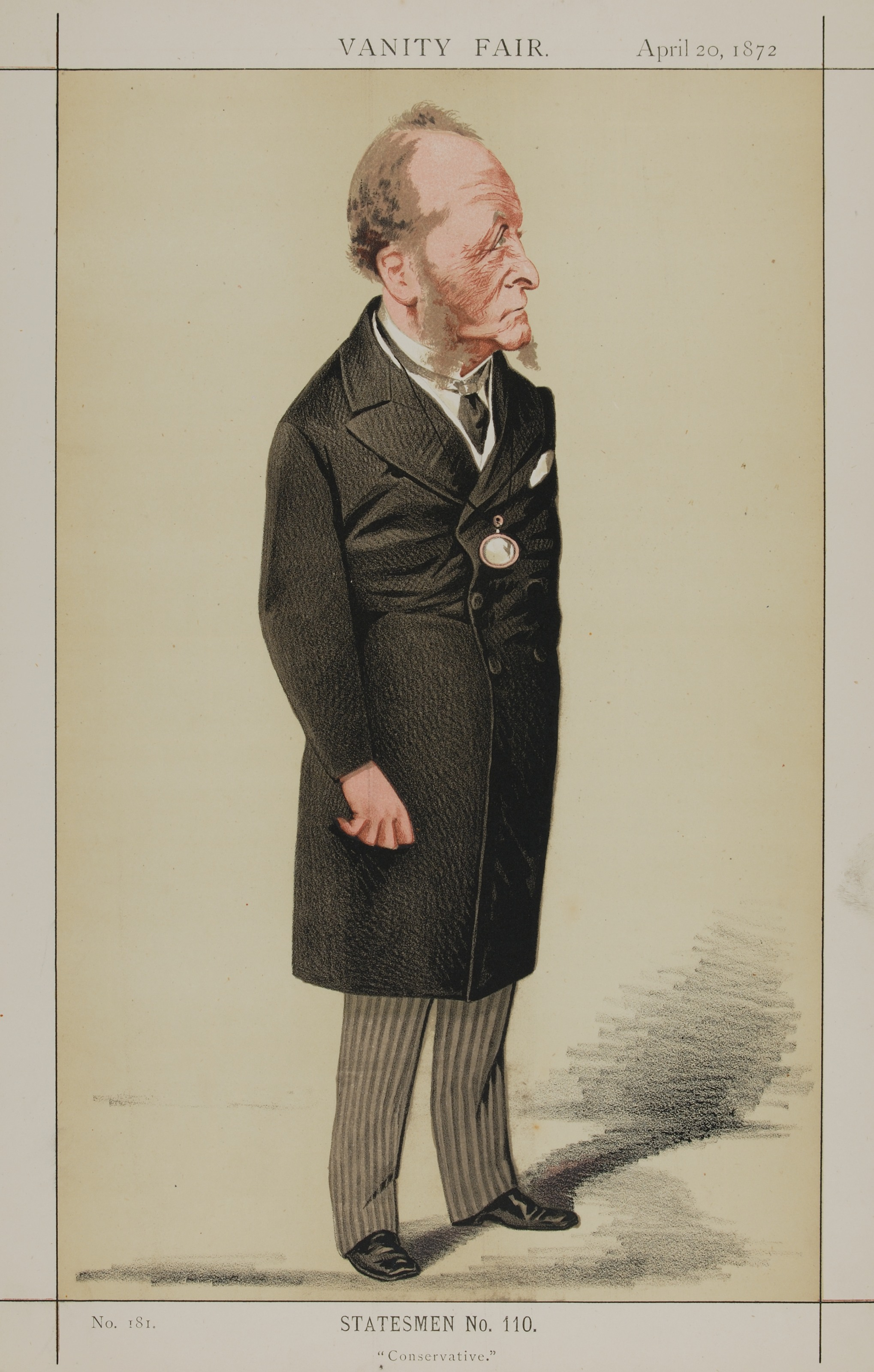
Gathorne Hardy, minister spraw wewnętrznych

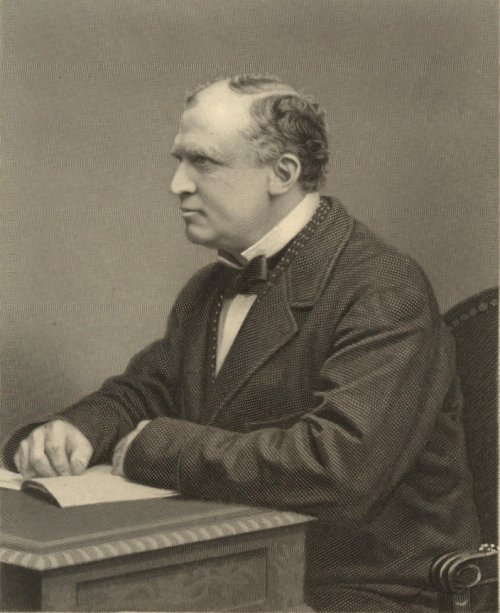
Lord Stanley, minister spraw zagranicznych

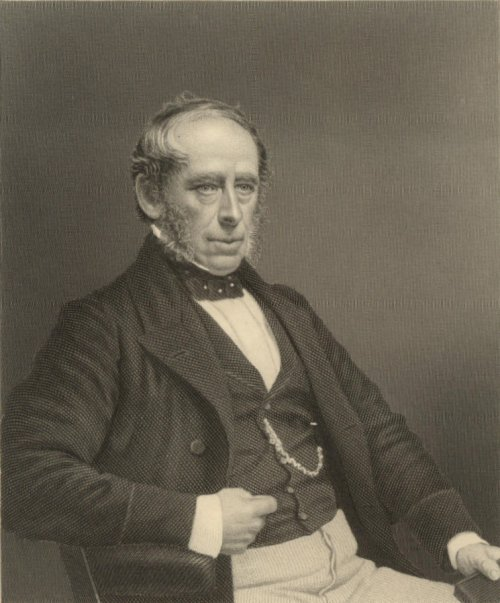
John Pakington, minister wojny

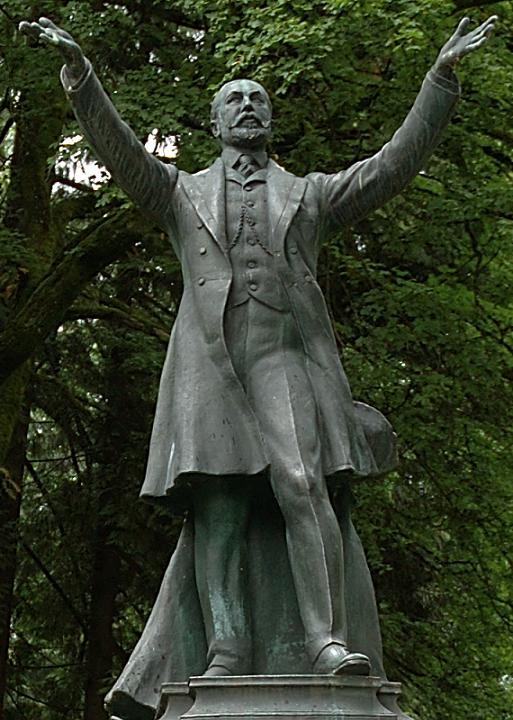
Frederick Stanley, cywilny lord Admiralicji

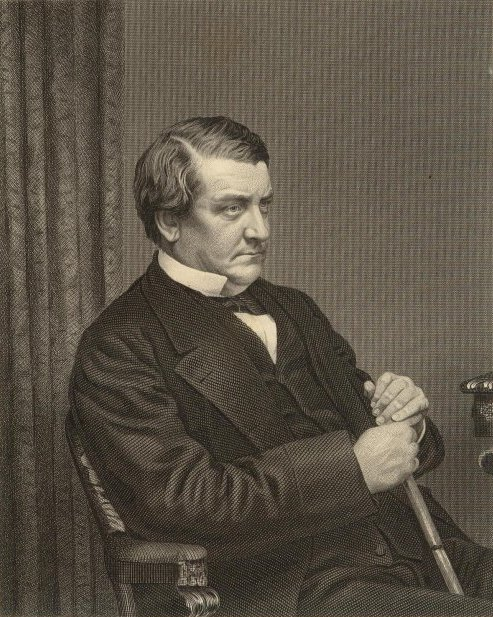
Lord Naas, główny sekretarz Irlandii

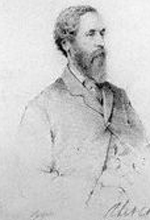
Markiz Hamilton, lord namiestnik Irlandii

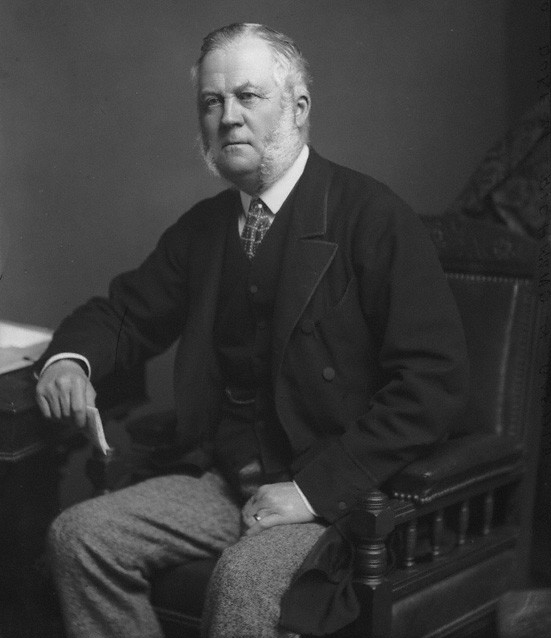
Książę Richmond, przewodniczący Zarządu Handlu

Pierwszy rząd pod przewodnictwem Benjamina Disraelego istniał od 27 lutego do 1 grudnia 1868 r.
Członków ścisłego gabinetu wyróżniono tłustym drukiem.

## Skład rządu
| Urząd                                                  | Imię i nazwisko | Kadencja |
| ------------------------------------------------------ | --- | -------- |
| Premier Pierwszy lord skarbu                           | Benjamin Disraeli | 1868     |
|                                                        | |          |
| Kanclerz skarbu                                        | George Ward Hunt | 1868     |
| Parlamentarny sekretarz skarbu                         | Thomas Edward Taylor Gerard Noel | 1868     |
| Finansowy sekretarz skarbu                             | George Sclater-Booth | 1868     |
| Młodsi lordowie skarbu                                 | Gerard Noel Graham Graham-Montgomery Henry Whitmore Claud Hamilton | 1868     |
| Lord kanclerz                                          | Hugh Cairns, 1. baron Cairns | 1868     |
| Lord przewodniczący Rady                               | John Spencer-Churchill, 7. książę Marlborough | 1868     |
| Lord tajnej pieczęci                                   | James Harris, 3. hrabia Malmesbury | 1868     |
| Minister spraw wewnętrznych                            | Gathorne Hardy | 1868     |
| Podsekretarz stanu w ministerstwie spraw wewnętrznych  | James Fergusson Michael Hicks-Beach | 1868     |
| Minister spraw zagranicznych                           | Edward Stanley, lord Stanley | 1868     |
| Podsekretarz stanu w ministerstwie spraw zagranicznych | Edward Christopher Egerton | 1868     |
| Minister wojny                                         | John Pakington | 1868     |
| Podsekretarz stanu w ministerstwie wojny               | William Pakenham, 4. hrabia Longford | 1868     |
| Minister ds. kolonii                                   | Richard Temple-Grenville, 3. książę Buckingham i Chandos | 1868     |
| Podsekretarz stanu w ministerstwie ds. kolonii         | Charles Adderley | 1868     |
| Minister ds. Indii                                     | Stafford Northcote | 1868     |
| Podsekretarz stanu w ministerstwie ds. Indii           | Charles Hepburn-Stuart-Forbes-Trefusis, 20. baron Clinton | 1868     |
| Pierwszy lord Admiralicji                              | Henry Lowry-Corry | 1868     |
| Sekretarz przy Admiralicji                             | Henry Lennox | 1868     |
| Cywilny lord Admiralicji                               | Charles du Cane Frederick Stanley | 1868     |
| Główny sekretarz Irlandii                              | Richard Bourke, lord Naas John Wilson-Patten | 1868     |
| Lord namiestnik Irlandii                               | James Hamilton, 2. markiz Abercorn | 1868     |
| Przewodniczący Rady Praw Ubogich                       | William Courtenay, 11. hrabia Devon | 1868     |
| Parlamentarny sekretarz przy Radzie Praw Biednych      | Michael Hicks-Beach | 1868     |
| Minister bez teki                                      | Spencer Horatio Walpole | 1868     |
| Przewodniczący Zarządu Handlu                          | Charles Gordon-Lennox, 6. książę Richmond | 1868     |
| Parlamentarny sekretarz przy Zarządu Handlu            | Stephen Cave | 1868     |
| Pierwszy komisarz ds. prac publicznych                 | lord John Manners | 1868     |
| Wiceprzewodniczący Rady Edukacji                       | Robert Montagu | 1868     |
| Kanclerz Księstwa Lancaster                            | John Wilson-Patten Thomas Edward Taylor | 1868     |
| Paymaster-General                                      | Stephen Cave | 1868     |
| Poczmistrz generalny                                   | James Graham, 4. książę Montrose | 1868     |
| Prokurator generalny                                   | John Burgess Karslake | 1868     |
| Radcy Generalni Anglii i Walii                         | William Brett Richard Baggallay | 1868     |
| Najwyższy Sędzia Wojskowy                              | John Mowbray | 1868     |
| Lord adwokat                                           | Edward Strathearn Gordon | 1868     |
| Radca generalny Szkocji                                | John Millar | 1868     |
| Prokurator Generalny dla Irlandii                      | Robert Richard Warren John Thomas Ball | 1868     |
| Radca generalny Irlandii                               | John Thomas Ball Henry Ormsby | 1868     |
| Lord steward                                           | Charles Bennet, lord Ossulston | 1868     |
| Lord szambelan                                         | Orlando Bridgeman, 3. hrabia Bradford | 1868     |
| Wiceszambelan Dworu Królewskiego                       | Claud Hamilton | 1868     |
| Skarbnik Dworu Królewskiego                            | Percy Herbert | 1868     |
| Kontroler Dworu Królewskiego                           | Charles Yorke, wicehrabia Royston | 1868     |
| Kapitan Gentelmen-at-Arms                              | William Cecil, 3. markiz Exeter | 1868     |
| Kapitan Ochotników Gwardii                             | Henry Cadogan, 4. hrabia Cadogan | 1868     |
| Opiekun stajni królewskich                             | Charles Colville, 10. lord Colville of Culross | 1868     |
| Chief Equerry Clerk Marshal                            | Alfred Paget | 1868     |
| Mistress of the Robes                                  | Elizabeth Wellesley, księżna Wellington | 1868     |
| Lord-in-waiting                                        | William Drummond, 7. wicehrabia Strathallan Cornwallis Maude, 4. wicehrabia Hawarden William Bagot, 3. baron Bagot Edward Crofton, 2. baron Crofton Edward Bootle-Wilbraham, 2. baron Skelmersdale Richard Somerset, 2. baron Raglan George Baillie-Hamilton, 10. hrabia Haddington | 1868     |